# КК Макаби Ришон Лецион
КК Макаби Ришон Лецион (хебр. מכבי ראשון לציון‎) је израелски кошаркашки клуб из Ришон Лециона. Тренутно се такмичи у Суперлиги Израела.

## Историја
Клуб је основан 1976. године. У сезони 2015/16. по први пут је освојио титулу у израелском првенству. У сезони 1990/91. стигао је до финала плејофа где је поражен од Макаби Тел Авива, а три пута је заустављан у полуфиналу (1992, 2006. и 2011. године).
У Купу Израела четири пута је стизао до финала, али је сва четири пута поражен. Победник је Лига купа Израела за 2018. годину.

## Успеси
- Првенство Израела:
  - Првак (1): 2016.
  - Вицепрвак (3): 1991, 2019, 2020.

- Куп Израела:
  - Финалиста (4): 1992, 2012, 2019, 2021.

- Лига куп Израела:
  - Победник (1): 2018.
  - Финалиста (1): 2006.

## Познатији играчи
- Џерел Блесингејм
- Вили Ворен
- Лери О'Бенон